# 魏苇
魏苇（1956年3月—），祖籍安徽霍邱，生于北京，中华人民共和国外交官。

## 生平
1983年毕业于北京师范大学历史系。本科毕业后，在中国人民大学党史系学习，1986年获得硕士学位。硕士论文题目为《全面内战爆发后党的领导和学生运动述论》，导师为冯拾。
硕士毕业后，魏苇在中华人民共和国外交部下属的中国国际问题研究所任职，后历任外交部非洲司二秘、副处长、处长；驻肯尼亚共和国大使馆参赞；驻津巴布韦共和国大使馆参赞。曾发表多篇非洲问题研究文章，是知名的非洲通。后曾任上海市长宁区副区长；外交部机关党委副书记。
2002年，接替瞿文明，担任中华人民共和国驻文莱大使。2005年由杨燕怡接任。此后担任外交部领事司司长。2010年又担任中华人民共和国驻新加坡大使。2013年1月16日，中华人民共和国主席胡锦涛任命魏苇为中华人民共和国驻印度大使（副部级）。2014年9月16日，中华人民共和国主席习近平访问印度前一天，魏苇被免去驻印度大使职务，由乐玉成接任。
2014年11月，魏苇出任中国人民外交学会副会长。中国人民外交学会为比照副部级管理的社会团体，副部长级别的原驻印度大使魏苇位列其余正司局级干部之前，担任副会长。